# Sympetrum paramo
Sympetrum paramo – gatunek ważki z rodziny ważkowatych (Libellulidae).